# Ziua vinului (Republica Moldova)

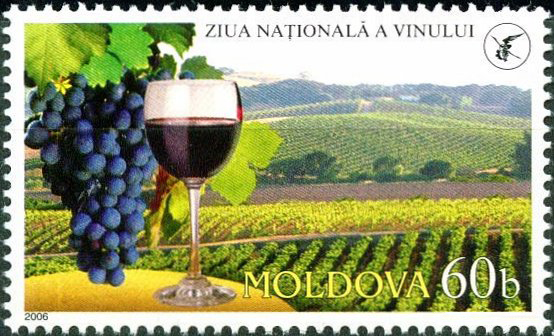
Timbru poștal din Republica Moldova dedicat Zilei Vinului

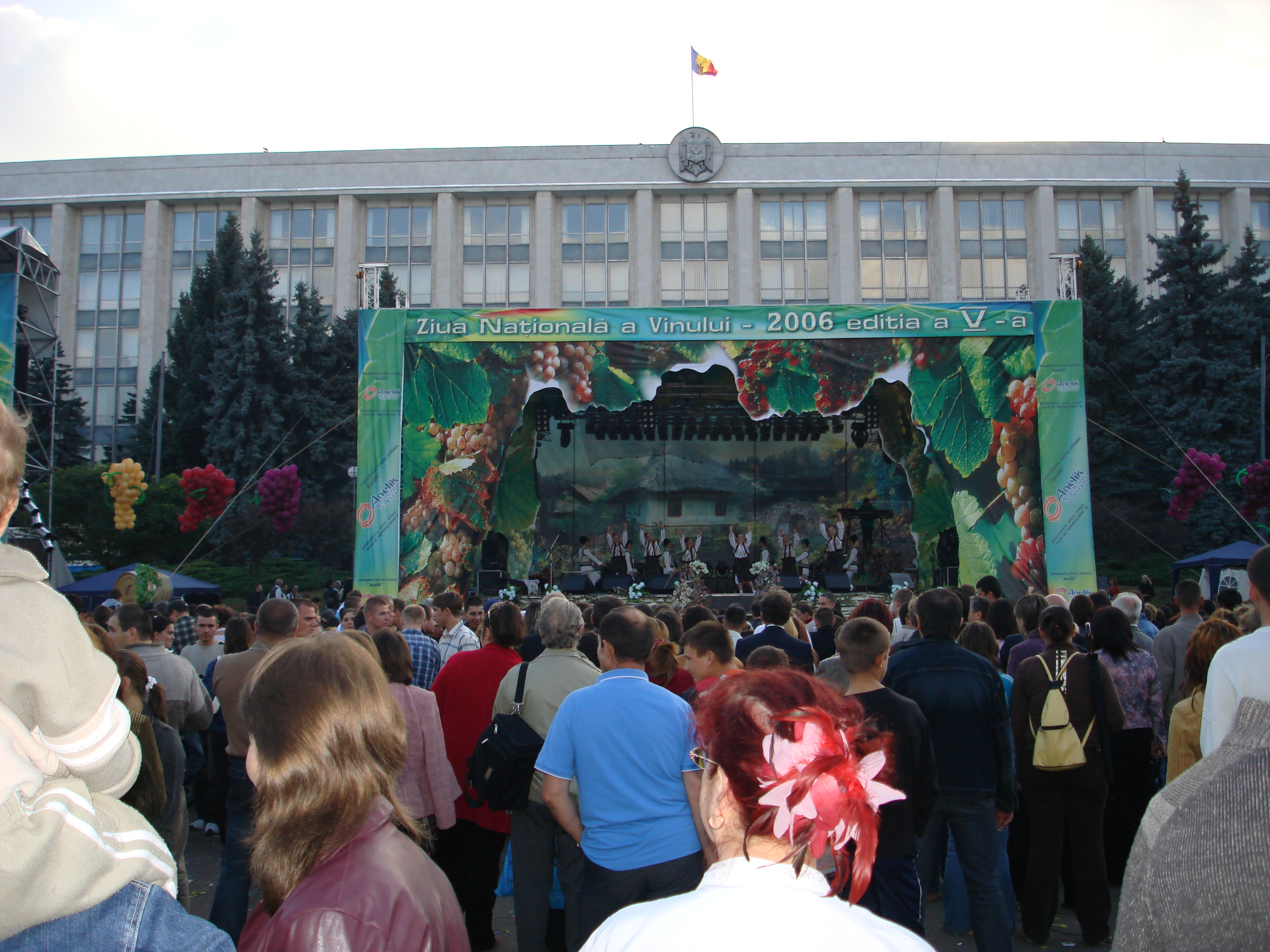
Ziua vinului în 2006

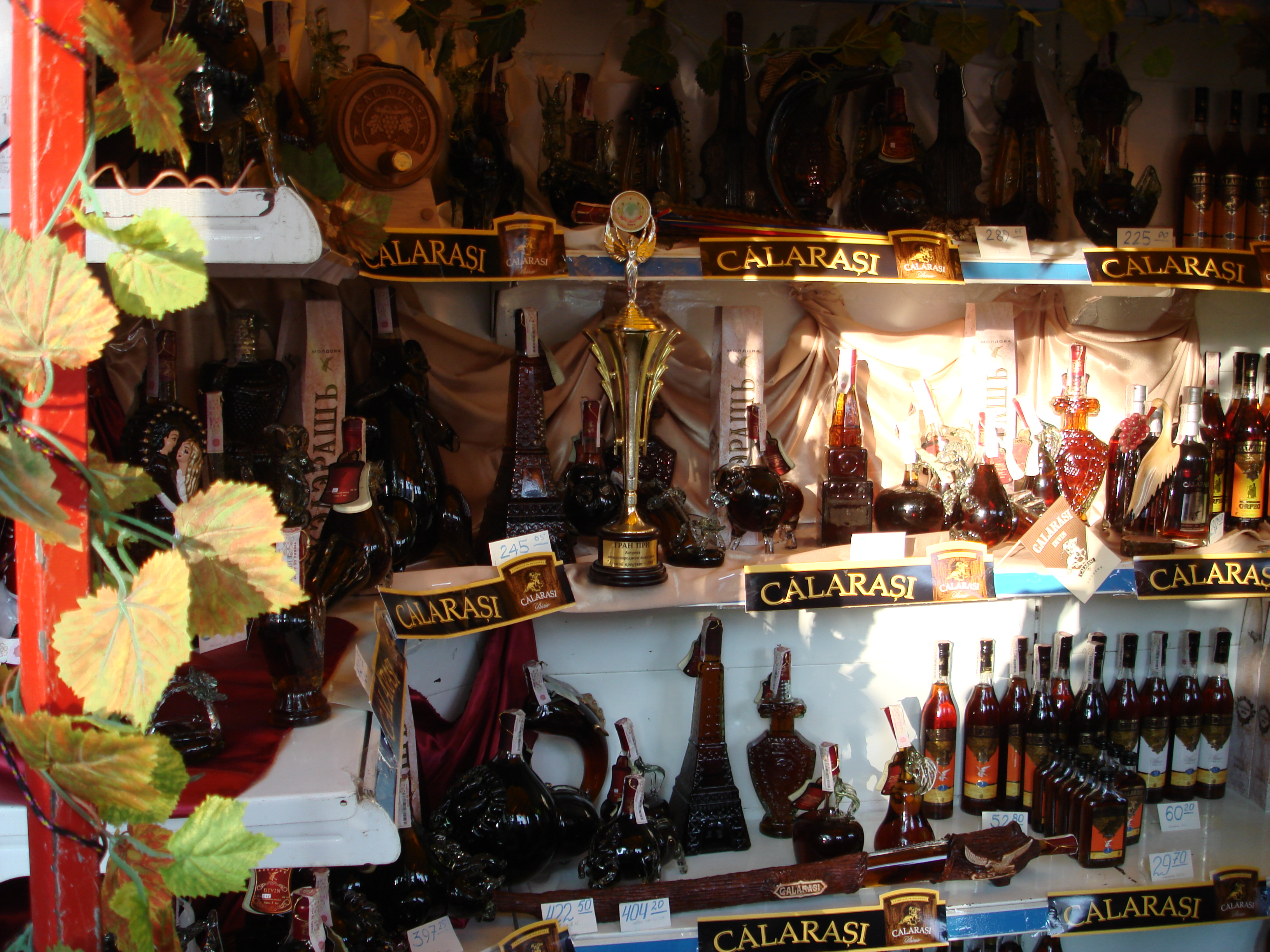
Stand cu produse vinicole la Ziua vinului din 2006

Festivalul Vinului din Moldova, denumit oficial “Ziua Naţională a Vinului”, tradițional, are loc în Piața Marii Adunări Naționale din Chișinău, dar și la vinăriile din Republică, în primul weekend din luna octombrie, după recoltarea strugurilor. Festivalul celebrează tradiţiile bogate ale vinificaţiei în Moldova, care datează cu secolul al XV-lea.
Scopul manifestării constă în promovarea și consolidarea imaginii țării noastre ca un important stat vitivinicol, asigurarea suportului pentru dezvoltarea sectorului vitivinicol, cunoașterea produselor vinicole, facilitarea procesului de includere a Moldovei pe traseele internaționale turistice ale vinului, atragerea investitorilor și turiștilor, sporirea consumului intern de băuturi de înaltă calitate, familiarizarea cu obiceiurile, cultura și tradițiile poporului .

## Istorie
Dimitrie Cantemir în lucrarea sa  Descrierea Moldovei, spunea, despre băutura de temei a moldovenilor că „De băutură nu au prea multă greaţă, dar nici nu-i sunt plecaţi peste măsură. Desfătarea lor cea mai mare este să petreacă în ospeţe, uneori de la al şaselea ceas al serii până la al treilea ceas după miezul nopţii, alteori şi până ce se crapă de ziuă… Atâta că nu au obicei să facă petreceri în fiece zi, ci numai la sărbători sau când e vreme rea, iarna, când gerul sileşte oamenii să stea pe acasă şi să-şi încălzească mădularele cu vin. Rachiul nu-l iubeşte nimeni, afară de oştean; ceilalţi beau numai un pahar mic înainte de masă. Locuitorii Ţării de Jos, de la hotarul cu Valahia, iubesc vinul mai mult decât ceilalţi. Odată s-a iscat sfadă dacă moldovenii sau valahii sunt cei mai mari beţivi. Cei ce se luaseră la sfadă au mers pe podul de la Focşani (la hotarul dintre Moldova şi Valahia), unde atâta s-au sfădit amândoi cu paharele până când valahul a căzut jos de prea mult vin ce băuse. Drept plată pentru izbînda lui moldoveanul a fost dăruit de domnie cu boieria..”' .
Sărbătoarea „Ziua Națională a Vinului” a fost instituită prin hotărârea  Parlamentului din 26 decembrie 1990 și se sărbătorește anual din 2002 în a doua sâmbată și duminică a lunii octombrie la nivel național în Capitala țării și duminică - în centrele raionale ale Republicii. Din 2012, Ziua Naţională a Vinului este sărbătorită în prima sâmbătă şi duminică a lunii octombrie.

## Cronologia edițiilor Zilei Naționale a Vinului

### Ediția I-a, 2002
Prima ediţie a Zilei Naţionale a Vinului a fost organizată în 2002, la iniţiativa lui Vladimir Voronin, ex-președinte al Republicii Moldova. Prin Decretul  Guvernului Republicii Moldova nr. 1005-XV din 19 aprilie 2002 s-a stabilit organizarea evenimentului în a doua duminică a lunii aprilie

### Ediția a II-a, 2003
În 2003 a fost, prin Hotărârea Guvernului Republicii Moldova nr. 492 din 24 aprilie 2003, instituită Comisia republicană pentru organizarea și desfășurarea sărbătorii anuale „Ziua Națională a Vinului”.
La 25 septembrie 2003 Parlamentul Republicii Moldova a adoptat o lege de stabilire a regimului preferențial de vize pentru cetățenii străini cu eliberarea de vize gratuit timp de 15 zile (7 zile înainte și 7 zile după Ziua Națională a Vinului).
Cu prilejul Zilei Nationale a Vinului compania Deeplace a definitivat două proiecte – CD-ul de prezentare “Sarbatoarea Vinului’2003”, elaborat în comun cu compania-organizatoare a manifestării Poliproject Exhibition, precum și ghidul turistic „Welcome to Moldova”, pregătit și difuzat cu sprijinul Departamentului de stat al Republicii Moldova pentru dezvoltarea turismului și proiectul PNUD-Moldova "Dezvoltare Durabilă a Turismului".
Cu ocazia acestui eveniment Banca Națională a Moldovei a introdus în circulație din 10 octombrie 2003 moneda comemorativă „Sărbătoarea vinului”

### Ediția a III-a, 2004
În 2004 a fost aprobat, prin Hotărârea Guvernului Republicii Moldova Nr. 554 din 24.05.2004, Programul Naţional în domeniul turismului "Drumul Vinului în Moldova". Programul incadra 7 trasee turistice, incluzând 35 de vinării.

### Ediția a IV-a, 2005
În 2005, în timpul sărbătorii a avut loc o paradă teatrală a vinificatorilor, în timpul căreia vinificatorii și viticultorii din numeroase regiuni ale țării au trecut de-a lungul străzii principale a Chișinăului. Au avut loc concerte de colecții de folclor, târg de opere de artă populară, spectacole ale grupului "Zdob și Zdub".

### Ediția a V-a, 2006
În 2006, Ziua Națională a Vinului a fost sărbătorită în perioada 7-8 octombrie. La 7 octombrie a avut loc deschiderea, parada solemnă, spectacolele artistice ale vinificatorilor și concerte. În aceeași zi au fost înmânate premii  câștigătorilor diferitelor competiții și organizate degustări deschise și profesionale. În paralel cu aceasta au fost organizate excursii pe "Traseul vinului" cu vizite la vinăriile și obiectivele turistice ale Moldovei. Pe 8 octombrie ceremonia de decernare a premiilor a avut loc pentru câștigătorii unui număr de concursuri legate de vinificație, închiderea solemnă, concertul final și focurile de artificii festive.

### Ediția a VI-a, 2007
Ediţia a VI-a a festivalului “Ziua Naţională a Vinului” a adunat peste 50 de agenţi economici autohtoni, care şi-au expus producţia. Evenimentul s-a organizat în perioda 13-14 octombrie,  în Piaţa Marii Adunări Naţionale din Chişinău.
La ceremonia de inaugurare a fost prezent ex-președintele Republicii Moldova, Vladimir Voronin. A înmânat Marele Premiu în domeniul vitivinicol pentru anul 2007 Combinatului de vinuri de calitate "Mileştii Mici".
Cîştigătorii "Marelui Premiu" de la celelalte ediţii anterioare – Combinatul de vinuri "Cricova", SA "Barza Albă", IM "Lion-Gri" SRL, "Dionysos Mereni", Vinăria "Purcari" – precum şi cîştigătorii de la ediţia a VI-a au desfăşurat parada vinificatorilor.
În cadrul ceremoniei de inaugurare, conducerea ţării şi oaspeţii de peste hotare "au dat cep" butoiului "Vinului Prieteniei", din recolta 2006.
La "Ziua Naţională a Vinului-2007" au fost prezente delegaţii oficiale din Federaţia Rusă, România, Ucraina, Belarus, Cehia, China, Israel, etc.

### Ediția a VII-a, 2008
Sărbătoarea „Ziua Națională a Vinului – 2008”, a demarat la 11 octombrie în Piața Marii Adunări Naționale din Chișinău.  Evenimentul a conțiunt programe artistice: „Cântă-mi, cobzarule”, „Vinișor de poamă rară…”, „Oda vinului”, „Mai vin-o seara pe la noi”; degustări profesionale a vinurilor; desfășurarea concursului „Cea mai buna prezentare a bucatariei nationale”; concursul meșterilor populari „Tezaur”. Finalul sărbătorii a fost încununat cu  spectacolul dansant „Hora sarbătorii”.
Manifestații cu ocazia „Ziua națională a vinului” au fost organizate duminică, 12 octombrie și în centrele raionale, municipiul Bălți si  UTA Găgăuzia.

### Ediția a VIII-a, 2009
Ediția a VIII-a a festivalui „Ziua Națională a Vinului” s-a desfășurat în perioada 10-11 octombrie. Au participat 40 de companii viti-vinicole din republică. Evenimentul a fost organizat, pentru prima dată, la Centrul Internaţional Expoziţional ”MOLDEXPO” din Chişinău. Programul a inclus prezentări ale producţiei vinicole, desemnarea celor mai buni agenţi economici în domeniu, degustări publice de vinuri şi de struguri. Au fost organizate concursuri, precum: "Polobocul de aur", "Dionis", "Vita de aur" si altele, în cadrul cărora au fost  premiaţi cei mai buni producători de vin de casă, au fost înmânate premii pentru cei mai buni exportatori ai anului şi de asemenea au fost desemnaţi cei mai buni pepinieriști viticoli şi producători de struguri de masă. La sărbătoare au participat oaspeţi de onoare, oameni de afaceri, turişti din 30 de ţări.
La inaugurarea sărbătorii ministrul agriculturii şi industriei alimentare, Valeriu Cosarciuc, a declarat că „cultivarea strugurilor şi producerea vinului este o tradiţie de secole, care s-a transformat în artă”.
La eveniment a fost prezent ex prim-ministrul Vlad Filat care a menţionat că „hotărîrea recentă adoptată de guvern privind eliminarea barierelor în exportul de vinuri este primul pas în calea creării condiţiilor favorabile pentru dezvoltarea ramurii”.
Programul sărbătorii a cuprins prezentarea şi degustarea vinurilor, concursuri, premierea celor mai buni agenţi economici din ramură. Marele premiu al Guvernului pentru merite deosebite în domeniul vitivinicol i-a revenit companiei „Chateau Vartely”. Premiul a fost înmânat de către ex prim-ministrul Vlad Filat. De asemenea, ex premierul a îmânat diplome şi premii cîştigătorilor concursului tradiţional pentru cel mai bun vin de casă „Polobocul de aur”. La concurs au fost prezente 400 de mostre de vin de casă, cele mai bune dintre care au fost premiate.
Cei mai buni exportatori au fost distinşi cu premii la concursul „Dionis”, iar cei mai buni vitivultori ai anului – la concursul „Viţa de Aur”.

### Ediția a IX-a, 2010
Aproximativ 40 de companii vitivinicole şi tot atâtea de alimentaţie, precum şi peste 100 meşteri populari din toată republica au participat la sărbătoarea Ziua Naţională a Vinului-2010, inaugurată la Centrul Internaţional de Expoziţii "Moldexpo" din capitală, în perioada 9-10 octombrie.
Prezenţi la eveniment, liderii  Alianței pentru Integrare Europeană au ţinut câte un discurs în care au felicitat agricultorii, au trecut în revistă succesele înregistrate de viticultura din R. Moldova

### Ediția a X-a, 2011
Ediția a X-a s-a desfășurat în perioada 8-9 octombrie, în Piața Marii Adunări Naționale. În acest an, degustațiile de vin au fost din pahare din sticlă, nu din plastic, fapt ce a permis savurarea licorii.

### Ediția a XI-a, 2012
Festivalul din 2012, aflat la 11-a ediție, s-a desfășurat pe 6-7 octombrie la centrul expozițional MoldExpo. Oaspeții la eveniment au avut posibilitatea să guste din diferite vinuri, de la seci (roșii, albe și rosé) produse conform ultimelor tendințe, spumante, vinuri semi-dulci și fortificate, până la vinuri rare ”de colecție”, produse cu 10-20 de ani în urmă și păstrate în faimoasele beciuri subterane din Moldova. Evenimentul a avut un coloristic local, cu muzică și dansuri populare, oameni îmbrăcați în costume naționale și mulți vânzători de bucate tradiționale și obiecte de artizanat.

### Ediția a XII-a, 2013
În premieră în 2013, Ziua Națioanală a Vinului a fost organizată de către asociațiile din sectorul vitivinicol și nu de Ministerul Agriculturii. Sloganul ediției a fost „Respect pentru tradiție, curaj în inovație”. Evenimentul s-a petrecut în Piaţa Marii Adunări Naţionale în perioada 5-6 octombrie. „Noi avem tradiție milenare în ce privește producerea vinului, dar aceasta ca o mare bogăție, fără inovație și talent în nu pot să dea rezultatul pe care îl scotăm. Prin diversificarea pieților, prin susținerea pe care am obținut-o în ultima săptămână acest lucru va lua o amplore mai mare. Acest eveniment este o ocazie pentru promovarea vinurilor moldovenşti prin intensificarea pieţilor. Asociaţiile producătoare de vin propun să promoveze consumul sănătos şi moderat de vin, apropiind publicul de producătorii de vin prin degustări profesioniste, vizite ale podgoriilor şi momente speciale dedicate culturii vinului”, a declarat Bumacov. 
În premieră a fost organizat „Drumul Viilor", în cadrul căruia au participat oaspeţi prezenţi la eveniment, circa 10 jurnalişti delegaţi din diverse ţări, dar şi cinci bloggeri moldoveni, care au mediatizat evenimentul pe rețelele de socializare

### Ediția a XIII-a, 2014
Cea de-a 13-a ediţie a Zilei Naţionale a Vinului a fost prezentată sub brandul unic de ţară „Vinul Moldovei. O Legendă Vie”, în perioada 4-5 octombrie. Au fost prezentate spectacole tematice şi concerte. În deschiderea sărbătorii, organizatorii au adus în scenă legendele muzicii populare, iar showul de seară a fost animat de Zdob şi Zdub, Alex Calancea Band, Nelly Ciobanu, Natalia Barbu şi alţii.
Prin desfăşurarea Zilei Naţionale a Vinului autorităţile s-a pus accent pe cultura milenară a poporului moldovenesc de creare şi consum a vinului de calitate, promovarea consumului conştient şi moderat de vin prin educare. În Piaţa Marii Adunări Naţionale, în Zona meşteşugarilor, a fost amenajată ca o curte tradiţională ţărănească. Meşterii populari și-au expus lucrările cu motive inspirate din struguri, vin, vie, tradiţii, au oferit vizitatorilor master-class-uri de meşteşuguri tematice – confecţionarea butoaielor, olărit, împletit din nuiele etc. Ediția a XIII-a a fost organizată de către Ministerul Agriculturii şi Industriei Alimentare, Oficiul Naţional al Viei şi Vinului, Asociaţia Producătorilor şi Exportatorilor de Vin, cu susţinerea proiectului USAID CEED II

### Ediția a XIV-a, 2015
„Ziua Vinului - 2015” a fost marcată pentru prima dată într-un format nou, când cele mai importante zece vinării din țară au invitat oaspeții acasă. Alte manifestări cu acest prilej au avut loc la Orheiul Vechi, precum și în multe localități, unde programul de sărbătoare a fost organizat de administrațiile publice locale. În capitală, sărbătoarea s-a desfășurat doar la Centrul „Moldexpo”, unde a avut loc Festivalul „Tulburel”, și la Fabrica de divinuri „Aroma”. 

### Ediția a XV-a, 2016
Ziua Națională a Vinului 2016, ediția a XV-a aniversară, s-a desfășurat în 1-2 octombrie 2016, la Chișinău, în Piața Marii Adunări Naționale, cu genericul „Omul – Sufletul Vinului”. Sărbătoarea naţională este organizată de Oficiul Naţional al Viei şi Vinului, Ministerul Agriculturii şi Industriei Alimentare, Asociaţia Producătorilor şi Exportatorilor de Vinuri din Moldova, cu suportul partenerului strategic al evenimentului, Proiectul de Competitivitate al USAID Moldova. Ca de obicei în cadrul evenimentului meșterii populari au expus lucrări cu motive inspirate din struguri, vin, vie, tradiții, au oferit vizitatorilor masterclass-uri de meșteșuguri tematice: producerea poloboacelor, olărit, împletit din nuiele etc .
Laitmotivul acestei ediții „Omul – Sufletul Vinului” aduce în prim-plan oamenii care muncesc în industria vitivinicolă, accentuând ideea că omul care se dedică trup și suflet creării produsului nostru emblematic, în podgorii sau la vinării, reprezintă esența vinului.

### Ediția a XVI-a, 2017
A 16-a ediție a sărbătorii, Ziua Națională a Vinului, a fost sărbătorită tradițional în primul week-end din luna octombrie, pe 7-8 octombrie. Cei mai activi producători de vinuri din Moldova s-au reunit în Piața Marii Adunări Naționale din Chișinău, pentru a sărbători produsul național cu istorie milenară – Vinul. Toți moldovenii, dar și oaspeții lor, turiștii străini, s-au alăturat vinăriilor și  au onorat prin muzică, dans, spectacole, gastronomie și multă voie bună tradițiile vinicole moldovenești. Oficiul Național al Vinului a publicat și programul desfășurării evenimentului pentru anii următori. Astfel, în 2018 evenimentul va avea loc în perioada 6-7 octombrie, iar în 2019 în perioada 5-6 octombrie.

### Ediția a XVII-a, 2018
Ediția a 17-a a Zilei Naționale a Vinului a fost sărbătorită în perioada 6-7 octombrie, tradițional, în Piața Marii Adunări Naționale sub genericul „Vin din sufletul Moldovei”. În această ediție, un număr record, circa 60 de producători vinicoli din țară, au venit pentru a prezenta tezaurul mândriei naționale și al tradițiilor în vinificație. În cadrul festivității, premierul Pavel Filip a înmânat Marele Premiu pentru merite deosebite în domeniul vitivinicol producătorului de vinuri „Sălcuța".
Timp de două zile, în inima capitalei, cei 60 de vinificatori au oferit spre degustare oaspeților întreaga diversitate a vinurilor moldovenești. În Piața Marii Adunări Naționale au fost amenajate mai multe zone, printre care:
- Tradiționala Școală a Vinului, care a cuprins o serie de masterclass-uri ghidate de somelieri profesioniști, care au inițiat participanții în tainele consumului conștient al Vinului Moldovei;

- Zona meșterilor populari, care a găzduit o expoziție a obiectelor artizanale;

- O Curte Țărănească improvizată în plină acțiune de preparare a vinului, cu butoaie, teasc, struguri, coșuri din lozie și, bineînțeles, cu gospodina și gospodarul casei;

- Zona de pictură, unde oaspeții evenimentului au avut posibilitatea de a cumpăra tablouri.[25]

### Ziua vinului moldovenesc în România
Festivalul Vinului Moldovei a fost la primul eveniment dedicat vinului, muzicii și culturii Republicii Moldova, sărbătorit în România, la Snagov. Evenimetul organizat cu genericul „Creat pentru a fi savurat" a fost bogat în atracții pentru vizitatori, cum ar fi: degustări de vinuri de la crame renumite, preparate culinare tradiționale, ateliere pentru copii și părinți, zonă de joacă pentru cei mici și seminarii dedicate vinului, concerte cu participarea artișilor din Republica Moldova: Carlas Dreams, Zdob şi Zdub,Cuibul.